# Брансвік (Огайо)
Брансвік (англ. Brunswick) — місто (англ. city) в США, в окрузі Медіна штату Огайо. Населення — 35 426 осіб (2020).

## Географія
Брансвік розташований за координатами 41°14′54″ пн. ш. 81°49′0″ зх. д. / 41.24833° пн. ш. 81.81667° зх. д. (41.248314, -81.816583).  За даними Бюро перепису населення США в 2010 році місто мало площу 33,55 км², з яких 33,45 км² — суходіл та 0,10 км² — водойми.

## Демографія
Згідно з переписом 2010 року, у місті мешкало 34 255 осіб у 12 967 домогосподарствах у складі 9565 родин. Густота населення становила 1021 особа/км².  Було 13600 помешкань (405/км²).
Расовий склад населення:
| - 95,5 % — білих - 1,2 % — чорних або афроамериканців - 1,2 % — азіатів - 0,1 % — корінних американців |

До двох чи більше рас належало 1,3 %. Частка іспаномовних становила 2,3 % від усіх жителів.
За віковим діапазоном населення розподілялося таким чином: 25,2 % — особи молодші 18 років, 62,9 % — особи у віці 18—64 років, 11,9 % — особи у віці 65 років та старші. Медіана віку мешканця становила 39,1 року. На 100 осіб жіночої статі у місті припадало 96,6 чоловіків;  на 100 жінок у віці від 18 років та старших — 94,3 чоловіків також старших 18 років.
Середній дохід на одне домашнє господарство  становив 72 237 доларів США (медіана — 62 015), а середній дохід на одну сім'ю — 83 175 доларів (медіана — 72 523). Медіана доходів становила 53 662 долари для чоловіків та 39 712 долари для жінок. За межею бідності перебувало 8,4 % осіб, у тому числі 9,6 % дітей у віці до 18 років та 5,4 % осіб у віці 65 років та старших.
Цивільне працевлаштоване населення становило 18 673 особи. Основні галузі зайнятості: освіта, охорона здоров'я та соціальна допомога — 21,4 %, виробництво — 15,8 %, роздрібна торгівля — 15,2 %.